# Eriocaulon megapotamicum
Eriocaulon megapotamicum là một loài thực vật có hoa trong họ Cỏ dùi trống. Loài này được Malme mô tả khoa học đầu tiên năm 1935.